# Dahan (Fluss)
Der Dahan (chinesisch 大漢溪 Dàhànxī, taiwanisch Tāi-hán-khe) ist ein 135 km langer Fluss im Norden der Insel Taiwan.

## Verlauf und Bedeutung

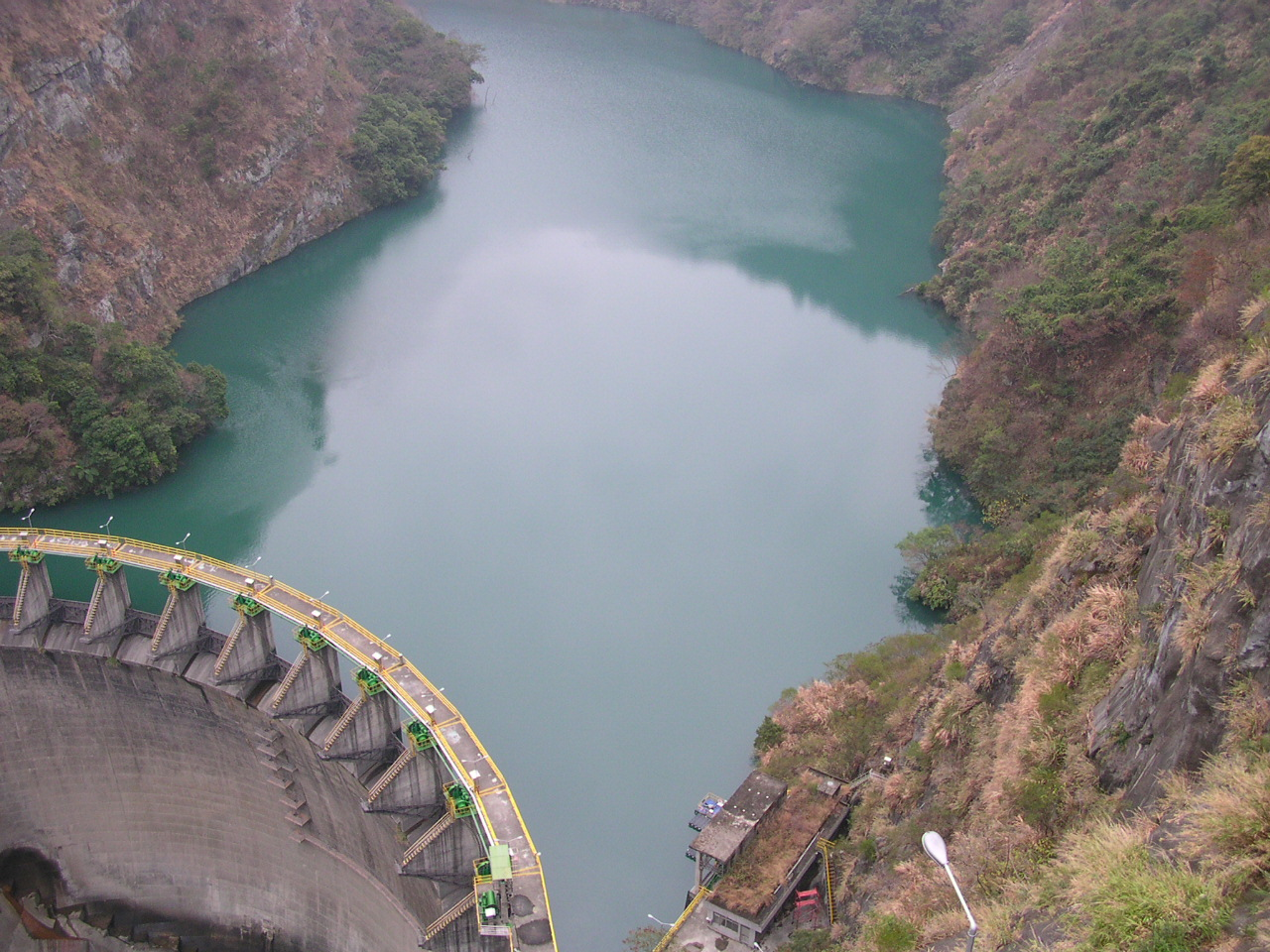
Die Ronghua-Talsperre

Der Dahan entspringt am Nordhang des Berges Pintian im Landkreis Hsinchu und durchquert das Gebiet der Städte Taoyuan und Neu-Taipeh, worauf er sich an der Grenze zur Stadt Taipeh mit dem Xindian zum Tamsui-Fluss vereinigt. In Taoyuan wird er zum Shimen-Stausee aufgestaut und spielt eine wichtige Rolle für die Bewässerung und Trinkwasserversorgung Nord-Taiwans. Am Oberlauf des Dahan befindet sich die Ronghua-Talsperre, deren Hauptzweck es ist, das Eindringen von Ablagerungen in den Shimen-Stausee zu verhindern.